# Castillo de Castellar (Aguilar de Segarra)
El castillo de Castellar está situado en el municipio de Aguilar de Segarra.
Documentado desde el año 983 y 1029. Corresponde a una edificación de forma rectangular levantada sobre la roca y que durante el siglo XVII fue transformada en masía, que fue habitada hasta hace pocas décadas.
Este castillo fue construido probablemente en el siglo IX en un lugar estratégico y con fines militares. Tenía un sistema de torres de defensa que dieron lugar a las cuadras de las Coromines, Puigfarner, Seguer, etc.
La iglesia y la rectoría están situadas en un flanco de la colina del castillo con el que forman un conjunto monumental del que destaca la silueta del campanario.